# اچ‌ام‌اس ونگور (۱۸۱۰)
اچ‌ام‌اس ونگور (۱۸۱۰) (به انگلیسی: HMS Vengeur (1810)) یک کشتی بود که طول آن ۱۷۶ فوت (۵۴ متر) بود. این کشتی در سال ۱۸۱۰ ساخته شد.